# Barleria siamensis
Barleria siamensis là một loài thực vật có hoa trong họ Ô rô. Loài này được Craib mô tả khoa học đầu tiên năm 1911.

## Hình ảnh

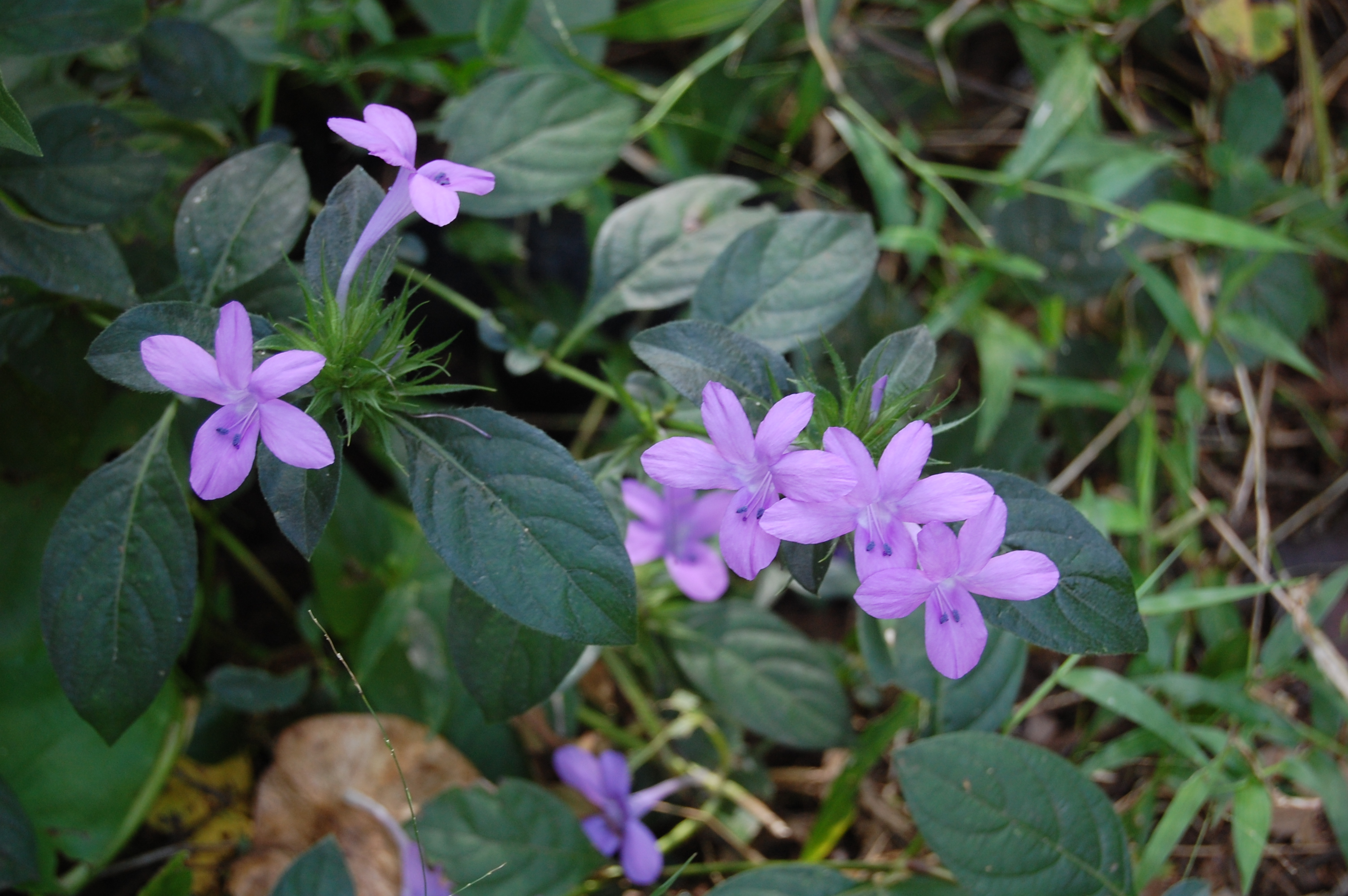
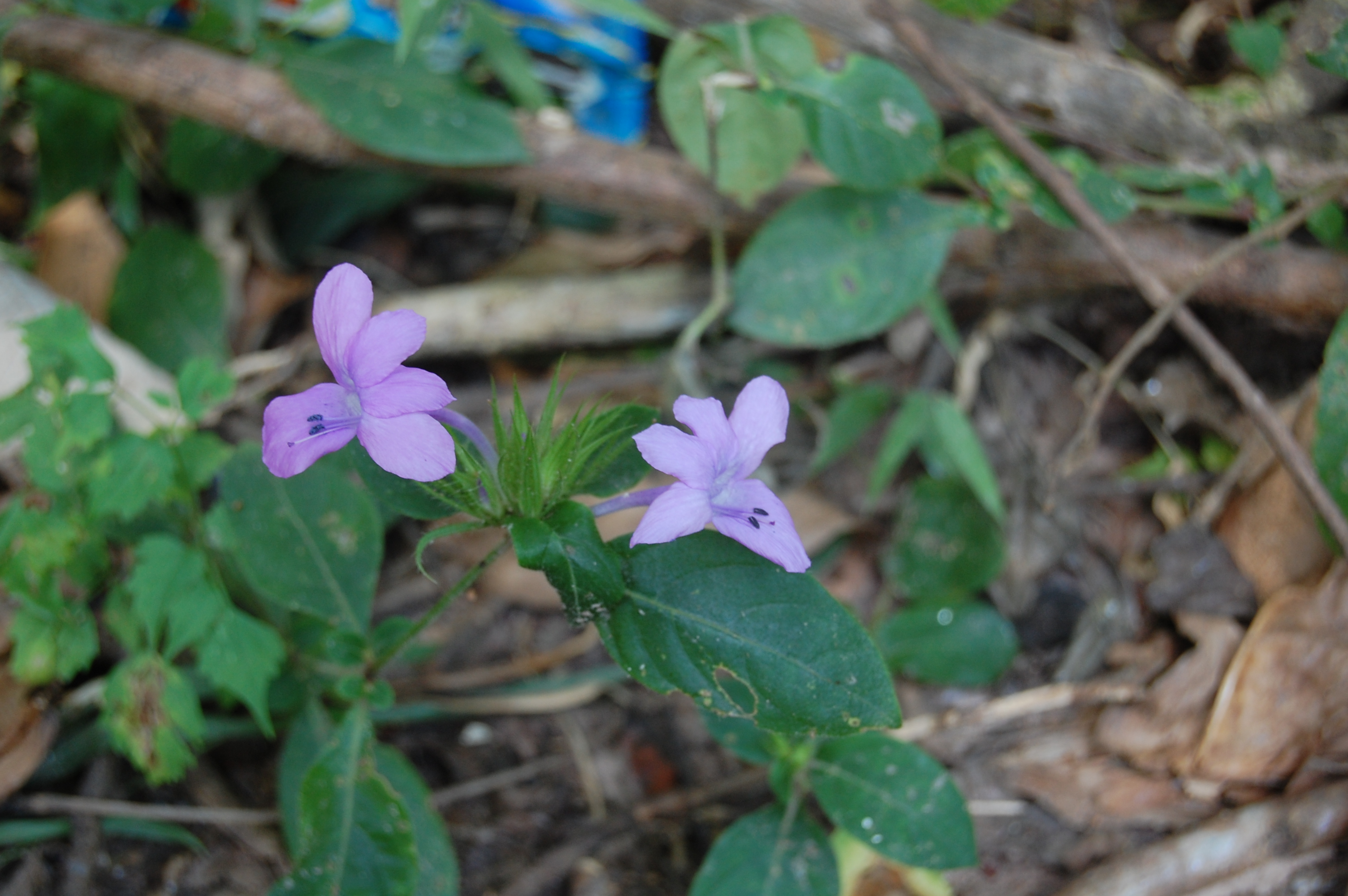